# Reinhold Zippelius
Reinhold Zippelius (* 19. Mai 1928 in Ansbach) ist ein deutscher Jurist und Rechtswissenschaftler. Er ist emeritierter Professor für Rechtsphilosophie und Öffentliches Recht an der Universität Erlangen-Nürnberg.

## Werdegang
Zippelius studierte Rechtswissenschaften ab 1947 in Würzburg und Erlangen und von 1949 bis 1951 als Stipendiat des Maximilianeums an der Ludwig-Maximilians-Universität München, an der er 1953 promoviert wurde. Nach dem juristischen Staatsexamen war er von 1956 bis 1963 im bayerischen Ministerialdienst, zuletzt als Oberregierungsrat im Innenministerium. Daneben habilitierte er sich 1961 an der Universität München bei Karl Engisch. 1963 wurde er auf den Lehrstuhl für Rechtsphilosophie, Staats-, Verwaltungs- und Kirchenrecht in Erlangen berufen. Weitere (von ihm nicht angenommene) Rufe erhielt er an die Hochschule für Verwaltungswissenschaften in Speyer (1966) und an die Universitäten Köln (1966), München (1968) und Göttingen (1972). Seit 1995 ist er emeritiert. Zu seinen Schülern und späteren Fachkollegen zählen Ursula Köbl, Thomas Würtenberger und Joachim Lege.
Zippelius ist ordentliches Mitglied der Akademie der Wissenschaften und der Literatur zu Mainz und Ehrendoktor der Fakultät für Wissenschaftstheorie der Nationalen Universität Athen.

## Arbeitsgebiet
Die wissenschaftlichen Schwerpunkte seiner Arbeit liegen auf den Gebieten des Staatsrechts, der Allgemeinen Staatslehre, der Rechtsphilosophie und der Methodenlehre. Mehrere seiner Bücher wurden in andere Sprachen übersetzt.
Wissenschaftlich steht er der Wissenschaftstheorie von Karl Popper nahe, mit dem er auch in persönlichem Gedankenaustausch stand. Er erweiterte das Anwendungsfeld von Poppers Methode auf das Recht. So ist er der Ansicht, dass viele Fortschritte des Rechts und des juristischen Denkens sich nach der Methode des Kritischen Rationalismus vollziehen und „die Suche nach dem Begriff des Rechts, nach seinen Bezügen zur Wirklichkeit und nach der Gerechtigkeit experimentierend voranschreitet, indem wir Problemlösungen versuchsweise entwerfen, überprüfen und verbessern“.
Aus seiner Sicht ist eine Rechtsordnung nicht ein Gefüge „abstrakter“ Normen, die vom Leben abgelöst (abs-tractae) sind, sondern law in action, das durch menschliches Handeln „zur Geltung gebracht“ wird und sich hierbei in die Lebenswirklichkeit der jeweiligen Kultur und deren Zeitgeist fügt.
In der Rechtstheorie behandelt er unter anderem den Begriff des Rechts, ferner die Strukturierung rechtlicher Erwägungen durch Schlüsselbegriffe, den Gleichheitssatz als Leitfaden der Rechtsfortbildung und die Frage der Rechtsgeltung, insbesondere die Geltung ungerechter Gesetze.
In der Staatstheorie gehören zu seinen Themen u. a. „Staat und Gesellschaft“, sodann die Legitimation und die Kultivierung der Demokratie (insbesondere die Rechtsstaatlichkeit), ferner die oligarchischen Komponenten der pluralistischen Demokratie, der Föderalismus (Abgrenzungsfragen, Funktionen und demokratische Ambivalenz des Föderalismus) und die Problematik der Bürokratie.

## Veröffentlichungen (Auswahl)
- Wertungsprobleme im System der Grundrechte. Beck, München 1962.
- Recht und Gerechtigkeit in der offenen Gesellschaft. 2. Auflage, Duncker & Humblot, Berlin 1996, ISBN 3-428-08661-9.
- Rechtsphilosophie. 6. Auflage, Beck, München 2011, ISBN 978-3-406-61191-9.
- Allgemeine Staatslehre. Politikwissenschaft. 17. Auflage, Beck, München 2017, ISBN 978-3-406-71296-8.
- Grundbegriffe der Rechts- und Staatssoziologie. 3. Auflage, Mohr Siebeck, Tübingen 2012, ISBN 978-3-16-151801-0.
- Juristische Methodenlehre. 11. Auflage, Beck, München 2012, ISBN 978-3-406-63668-4.
- Die experimentierende Methode im Recht. Akademieabhandlung Mainz, Mainz 1991, ISBN 3-515-05901-6.
- Einführung in das Recht. 7. Auflage, Mohr Siebeck, Tübingen 2017, ISBN 978-3-8252-4795-9.
- Kleine deutsche Verfassungsgeschichte. Vom frühen Mittelalter bis zur Gegenwart. 7. Auflage, Beck, München 2006, ISBN 978-3-406-47638-9.
- Staat und Kirche. Eine Geschichte von der Antike bis zur Gegenwart. 2. Auflage, Mohr Siebeck, Tübingen 2009, ISBN 978-3-16-150016-9.
- Das Wesen des Rechts. Eine Einführung in die Rechtstheorie. 6. Auflage, Kohlhammer, Stuttgart 2012, ISBN 978-3-17-022355-4.
- Geschichte der Staatsideen. 10. Auflage, Beck, München 2003, ISBN 978-3-406-49494-9.
- Verhaltenssteuerung durch Recht und kulturelle Leitideen. Duncker & Humblot, Berlin 2004, ISBN 978-3-428-11456-6.
- Neubearbeitungen des Deutschen Staatsrechts von Theodor Maunz von der 24. (1982) bis zur 30. Auflage (1998), zunächst unter dessen Mitwirkung; jetzt bearbeitet von Thomas Würtenberger. 33. Auflage, Beck, München 2018, ISBN 978-3-406-70771-1.